# Jiří Drvota
Jiří Drvota (1922 – 2007) è stato un cestista cecoslovacco.

## Carriera
Con la Cecoslovacchia ha vinto l'oro ai FIBA EuroBasket 1946 e l'argento ai FIBA EuroBasket 1947. Ha inoltre disputato le Olimpiadi 1948 (8º posto).